# Swainsona formosa
Swainsona formosa (Engels: Sturt's desert pea) is een Australische plant, die bekendstaat om zijn opvallende bloedrode, bladachtige bloemen, die elk een bolvormig, zwart centrum of knobbel hebben. Het is een van de bekendste wilde planten van Australië. De plant komt van nature voor in de droge gebieden van centraal en noordwestelijk Australië. Het verspreidingsgebied strekt zich uit over alle deelstaten van het vasteland van Australië, behalve Victoria.
Plantmateriaal van Swainsona formosa werd voor het eerst verzameld door William Dampier op 1 september 1699. Dit plantmateriaal wordt tegenwoordig bewaard in het Sherardian Herbarium in de University of Oxford [1].
De taxonomische plaatsing van deze soort is meerdere malen veranderd. In de 17e eeuw werd de soort opgenomen in het geslacht Clianthus als Clianthus dampieri of Clianthus formosus (“formosus is Latijn voor “mooi”). Later werd de soort echter verplaatst naar het geslacht Swainsona en dit is tot heden ten dage onveranderd.
Een verdere herclassificatie, onder de naam Willdampia formosa, werd voorgesteld in de publicatie Western Australian Naturalist in 1999. Dit voorstel vond echter geen steun in de wetenschappelijke gemeenschap.
De Engelse naam Sturt's desert pea is een eerbetoon aan Charles Sturt, die verslag deed van zijn waarneming van het aanschouwen van grote hoeveelheden van de bloemen op zijn ontdekkingstocht door het midden van Australië in 1844. De tweede versie van de wetenschappelijke geslachtsnaam was bedoeld om ontdekkingsreiziger William Dampier te eren.
Swainsona formosa is een lid van de vlinderbloemenfamilie (Leguminosae), in de onderfamilie Papilionoideae. Zijn bloemen zijn zo verschillend in vergelijking met zijn naaste verwanten, dat de plant bijna onherkenbaar is als lid van de vlinderbloemenfamilie. De bloemen zijn circa 9 cm lang en groeien in clusters van circa vijf stuks op dikke, verticale bloemstelen, die elke 10–15 cm ontspringen vanuit de liggende stengels, die 1–1,5 m lang kunnen zijn. De plant bloeit van de lente tot de zomer, met name na een regenperiode. Er bestaat een natuurlijke, puur witte vorm, alsook gehybridiseerde vormen met gele en rode tot paarse bloemen, met of zonder de centrale knobbel. Ongeveer vijftien zijdeachtige, grijsgroene bladeren ontspringen van iedere liggende stengel. Zowel de stengels als de bladeren zijn bedekt met zachte, haarachtige filamenten. Zijn vrucht is een circa 5 cm lange peul, die bij volledige rijpheid meerdere niervormig, platte zaden bevat.
De meeste vormen van de plant zijn laaggroeiend of liggend, maar in de regio Pibara in noordwestelijk Australië zijn variëteiten opgemerkt, die tot 2 m hoog worden.

## Levenscyclus
De kortlevende vaste plant wordt vaak behandeld als een eenjarige plant bij cultivatie. Als de wortels echter ongemoeid worden gelaten kan de plant het volgende seizoen weer bloeien.
De plant is goed aangepast aan het leven als een woestijnplant. De kleine zaden behouden lang hun kiemkracht en kunnen na vele jaren nog ontkiemen. De harde zaadschil, die het zaad beschermt tegen droge omstandigheden tot de volgende regenperiode, remt ontkieming in normale kweekomgevingen. Kwekers kunnen dit oplossen door de zaadschil van het binnenste van het zaad af te snijden of door het zaad zacht tussen stukken schuurpapier te wrijven. Ook kan een regenstorm in de woestijn worden nagebootst en wordt het zaad in heet (maar niet kokend) water geplaatst om het overnacht te laten weken. Kokend water zou niet moeten worden gebruikt omdat de gunstige bacterieflora op de zaadschil dan zou worden vernietigd.
Eenmaal ontkiemd, ontwikkelen zaailingen snel een diepe penwortel, die noodzakelijk is voor overleven in de woestijn. Dit betekent dat gecultiveerde planten moeten worden geplant op hun definitieve plaats of zo snel mogelijk moeten worden verplant na ontkieming. De planten tolereren geen verstoring van hun wortels, maar als ze eenmaal zijn geplant in goed gedraineerde aarde hebben ze geen frequente watergift nodig en kunnen ze extreme hitte, felle zon en zelfs enige vorst weerstaan.

## Gebruik als embleem
Swainsona formosa is geadopteerd als het bloemen-embleem van de deelstaat Zuid-Australië op 23 november 1961. De soort wordt niet bedreigd, maar het is verboden om plantenmateriaal te verzamelen van Crown Land zonder toestemming. De planten mogen ook niet worden verzameld op privé land zonder schriftelijke toestemming van de landeigenaar.
De plant is op verschillende uitgaven van sets van zes postzegels verschenen, waarbij Australische bloemen werden afgebeeld. (verschenen in 1968, 1971 en 1975).